# Ofiara składana Weście
Ofiara składana Weście (hiszp. El Sacrificio a Vesta) – obraz olejny hiszpańskiego malarza Francisca Goi (1746–1828). Obraz należy do prywatnej kolekcji Félixa Palacios Remondo w Saragossie.

## Okoliczności powstania
W 1770 Goya wyjechał do Włoch, gdzie udawali się utalentowani artyści epoki, aby studiować i obcować ze sztuką. Był wtedy młodym i jeszcze nieznanym artystą, którego oryginalny styl dopiero się kształtował. W przeciwieństwie do innych, licznych stypendystów, był zmuszony sam pokryć koszty zagranicznego pobytu. Z tego okresu zachowały się nieliczne dzieła, charakteryzujące się łączeniem francuskiego i włoskiego stylu barokowego i rokoka, inspirowane dziełami Corrado Giaquinto, Tiepola i Fragonarda, a także neoklasycyzmem w temacie i kompozycji. We Włoszech namalował kilka dzieł o tematyce mitologicznej, m.in. Ofiara składana Weście i Ofiara składana Panowi (prawdopodobnie pendanty) oraz Wenus i Adonis. Były to obrazy o zredukowanym formacie dostosowane do gustu klientów, artysta malował je i sprzedawał, aby zarobić na swoje utrzymanie. Według daty widniejącej na ołtarzu Westy obraz powstał w 1771, w tym samym roku co Hannibal zwycięzca po raz pierwszy spoglądający z Alp w kierunku Italii.

## Opis obrazu

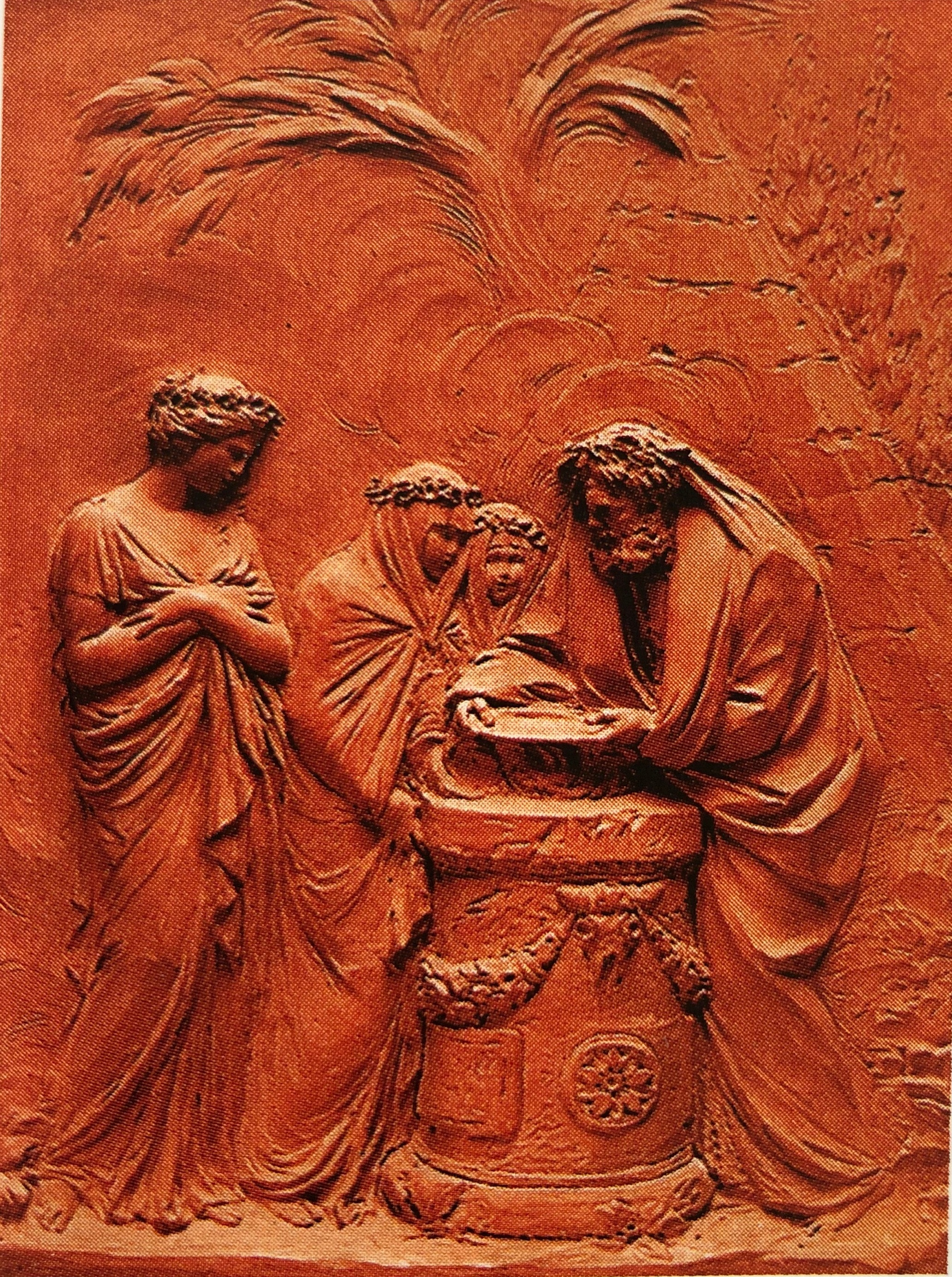
Ofiara składana Weście – płaskorzeźba z terakoty, Alexis III Loir, 1772

Po prawej stronie widać postać kapłana składającego ofiarę nad ogniem, aby przywołać Westę, opiekuńczą boginię rodziny i ogniska domowego w mitologii rzymskiej. Ma na sobie szaty w ziemistożółtym kolorze, a na jego twarz pada blask ołtarzowego ognia. Może być identyfikowany jako najwyższy kapłan – pontifex maximus, do którego obowiązków należała opieka nad westalkami oraz nauczanie rytuału. Towarzyszą mu trzy westalki, kapłanki odpowiedzialne za podtrzymywanie wiecznego ognia w świątyniach bogini. Stojąca po lewej stronie i ubrana na biało dziewczyna jest inicjowana do służby bogini, co oznacza, że musi pozostawać dziewicą przez trzydzieści lat. Spogląda w ogień i na pustą paterę symbolizującą jej ślub czystości. Według innej interpretacji ta kobieta to bogini Westa przywołana w rytuale ognia, a nie westalka. Została przedstawiona na pierwszym planie, w dostojny sposób, a jej wygląd i strój różni się od kobiecych postaci w tle, które faktycznie są westalkami. Mają na sobie charakterystyczny strój z białej wełny używany w czasie rytuałów, ponadto liczba westalek zawsze była parzysta. Postaci znajdują się na świeżym powietrzu, w ich tle widać strukturę inspirowaną piramidą Cestiusza. Nie jest to tradycyjne przedstawienie tematu; na rzymskich monetach pojawia się mała świątynia Westy, a nie pejzaż z piramidą w tle.
Kolorystyka obrazu ma akcenty rokokowe, ale jego kompozycja jest klasycystyczna. Istnieją podobieństwa do kompozycji prac innych autorów, m.in. rzeźby terakotowej francuskiego rzeźbiarza Alexisa Loira. Obaj artyści mogli inspirować się tą samą rzeźbą, ryciną lub rysunkiem (np. Jeana Barbaulta). Możliwe także, że kompozycja jest oryginalnym pomysłem Goi, skopiowanym przez rzeźbiarza. Radiografia obrazu nie wykazała żadnych poprawek w stosunku do ostatecznego dzieła, w przeciwieństwie do Hannibala zwycięzcy... z tego samego roku, gdzie widoczne są ślady kreatywnej pracy nad kompozycją. Dzieła obu autorów mogły stanowić akademickie ćwiczenie, co tłumaczyłoby wierne odtworzenie kompozycji bez autorskich wariacji typowych dla Goi. Duże podobieństwo można zauważyć także w obrazach: Ofiara składana Poliksenie Domenica Corvi i Ofiara składana Dianie Tadeusza Kuntze, polskiego malarza, u którego Goya mieszkał w Rzymie.

## Atrybucja
Obraz jest tradycyjnie łączony z Ofiarą składaną Panowi ze względu na tematykę mitologiczną, cechy malarstwa Goi z okresu rzymskiego i te same wymiary. Płótno Ofiary składanej Panowi zostało powiększone, tak aby uzyskać te same wymiary, co Ofiara składana Weście. Niektórzy historycy mają wątpliwości co do autorstwa obu obrazów, dlatego niekiedy były pomijane w publikacjach o rzymskim okresie malarskim Goi. Mimo to większość autorów wzięła je pod uwagę, szczególnie ze względu na trudność, jaką sprawiłoby sfałszowanie podpisu Goi, który pojawia się na ołtarzu Westy (Goya / 1771). Sposób złożenia podpisu pasuje do preferencji Goi, który umieszczał swój podpis w nietypowy sposób także w kilku innych pracach. Według Roberta Hughesa trudno jest jednoznacznie potwierdzić autorstwo Goi, gdyż wielu hiszpańskich malarzy uczących się we Włoszech tworzyło podobne dzieła.

## Proweniencja
W czerwcu 1913, wchodzący w skład kolekcji Eugène’a Kramera obraz, został sprzedany na aukcji w Paryżu. Zakupił go Maurice Bouilloux-Lafont, minister stanu Monako. W 1953 obraz przeszedł do szwajcarskiej kolekcji prywatnej. Razem z rzekomym pendantem został po raz pierwszy zaprezentowany publiczności w 1954 przez José Milicua. Później należał do kolekcji José Gudiola, a następnie do jego spadkobierców. Obecnie znajduje się w kolekcji prywatnej w Saragossie.